# Сан-Силвештре (Коимбра)
Сан-Силвештре (порт. São Silvestre) — район (фрегезия) в Португалии, входит в округ Коимбра. Является составной частью муниципалитета Коимбра. Находится в составе крупной городской агломерации Большая Коимбра. По старому административному делению входил в провинцию Бейра-Литорал. Входит в экономико-статистический субрегион Байшу-Мондегу, который входит в Центральный регион. Население составляет 3092 человека на 2001 год. Занимает площадь 12,26 км².